# Всемирный фестиваль анимационных фильмов в Загребе
Всемирный фестиваль анимационных фильмов в Загребе (хорв. Svjetski festival animiranog filma Animafest Zagreb) или Анимафест Загреб (хорв. Animafest Zagreb) — фестиваль анимационных фильмов, основанный по инициативе Международной ассоциации анимационного кино в 1972 году в Загребе, Хорватия, в то время входившего в состав Югославии.
Это второй по старшинству анимационный фестиваль Европы.
Возник в результате успеха Загребской школы анимации и с некоторыми перерывами проводился каждый второй год.
Кандидатура Загреба для проведения постоянного анимационного фестиваля была утверждена на встрече в Лондоне в 1969 году.
Среди наград фестиваля призы основного конкурса, конкурсов студенческих фильмов, детских фильмов, учебных фильмов, рекламных роликов, музыкального видео и фильмов для Интернета.
В 1986 году был основан уникальный для фестивалей анимационного кино приз за достижения всей жизни.
Приз за выдающийся вклад в развитие теории анимации был учреждён в 2002 году.

## Обладатели Гран-при
- 1972 — Сеча при Керженце (1971) — Иван Иванов-Вано, Юрий Норштейн  СССР
- 1974 — Дневник (Dnevnik) (1974) — Неделько Драгич  Югославия
- 1978 — Сатимания (Satiemania) (1978) — Зденко Гаспарович  Югославия
- 1980 — Сказка сказок (1979) — Юрий Норштейн  СССР
- 1984 — Прыжки (Jumping) (1984) — Осаму Тэдзука  Канада Япония
- 1988 — Завтрак на траве (1987) — Прийт Пярн  СССР
- 1990 — Шпилька к броши и греховные объятия (The Brooch Pin and the Sinful Clasp) (1990) — Джоанна Вудворд  Великобритания
- 1992 — Франц Кафка (Franz Kafka) (1992) — Пётр Думала[пол.]  Польша
- 1994 — Волес и Громит: Неправильные штаны (Wallace & Gromit in The Wrong Trousers) (1992) — Ник Парк  Великобритания
- 1996 — 1895 (1995) — Прийт Пярн и Янно Пилдма  Эстония
- 1998 — Русалка (1997) — Александр Петров  Россия
- 2000 — Когда начинается день (When the Day Breaks) (1999) — Аманда Форбис  Канада
- 2002 — Отец и дочь (Father and Daughter) (2000) — Михаэль Дудок Де Вит  Великобритания Бельгия Нидерланды
- 2004 — Голова-гора (Atama-yama) (2002) — Кодзи Ямамура  Япония
- 2005 — Теркель и неприятности (2004) — Крестен Вестбьерг Андерсен, Торнбйорн Кристофферсен, Стефан Фьельдмарк  Дания
- 2007 — Азюр и Асмар (Azur et Asmar) (2006) — Мишель Осело  Франция
- 2008 — Сестры Пирс (The Pearce Sisters) (2007) — Луис Кук  Великобритания
- 2009 — Вальс с Баширом (Waltz with Bashir) (2008) — Ари Фольман  Франция ФРГ Израиль
- 2010 — Водолазы под дождем (Tuukrid vihmas) (2009) — Ольга Пярн, Прийт Пярн  Эстония
- 2011 — Моя собака Тюльпана (My Dog Tulip) (2009) — Пол Фирлингер  США
- 2012 — О, Вилли. . . (Oh Willy ...) (2011) — Эмма Де Свефи, Марк Ямес Релс  Бельгия Франция Нидерланды
- 2014 — Love Games  — Yumi Joung  Республика Корея
- 2015 — Мы не можем жить без космоса —  Константин Бронзит  Россия
- 2016 — Endgame   — Фил Мулой[англ.]  Великобритания
- 2017 — Ночная птица (Nočna ptica/Nighthawk)  —  Шпела Чадеж   Словения  Хорватия
- 2018 — Падение (La Chute)   — Борис Лаббе  Франция
- 2019 — Кислотный дождь (Acid Rain) — Томек Попакул  Польша
- 2020 — 	Just A Guy 	Shoko Hara 	  Германия
- 2021 — 	Night Bus 	Joe Hsieh   Китай
- 2022 — 	The Garbage Man 	Laura Gonçalves  Португалия
- 2023 — 	Ванлав 	Варя Яковлева  Россия